# Geno Smith
Eugene Cyril Smith III, detto Geno (Miramar, 10 ottobre 1990), è un giocatore di football americano statunitense che milita nel ruolo di quarterback per i Las Vegas Raiders della National Football League (NFL).
Al college giocò a football alla West Virginia University, dove stabilì diversi record dell'istituto. Considerato uno dei migliori quarterback disponibli nel Draft NFL 2013, fu selezionato dai New York Jets come trentanovesima scelta assoluta. Dopo due annate incostanti come quarterback titolare dei Jets, Smith perse il suo ruolo di titolare nelle ultime due stagioni con la squadra a causa degli infortuni. In seguito fu una riserva ai New York Giants e ai Los Angeles Chargers prima di risorgere come quarterback titolare dei Seattle Seahawks nel 2022, venendo convocato per il suo primo Pro Bowl, guidando la lega con la miglior percentuale di completamento dei passaggi e portando la squadra ai playoff. Per questa stagione fu premiato come Comeback Player of the Year.

## Carriera universitaria

### 2009-2010
Nella sua prima stagione con i West Virginia Mountaineers, quella del 2009, Smith fu la riserva di Jarrett Brown. Divenne titolare nell'annata successiva lanciando 24 touchdown e 7 intercetti.

### 2011

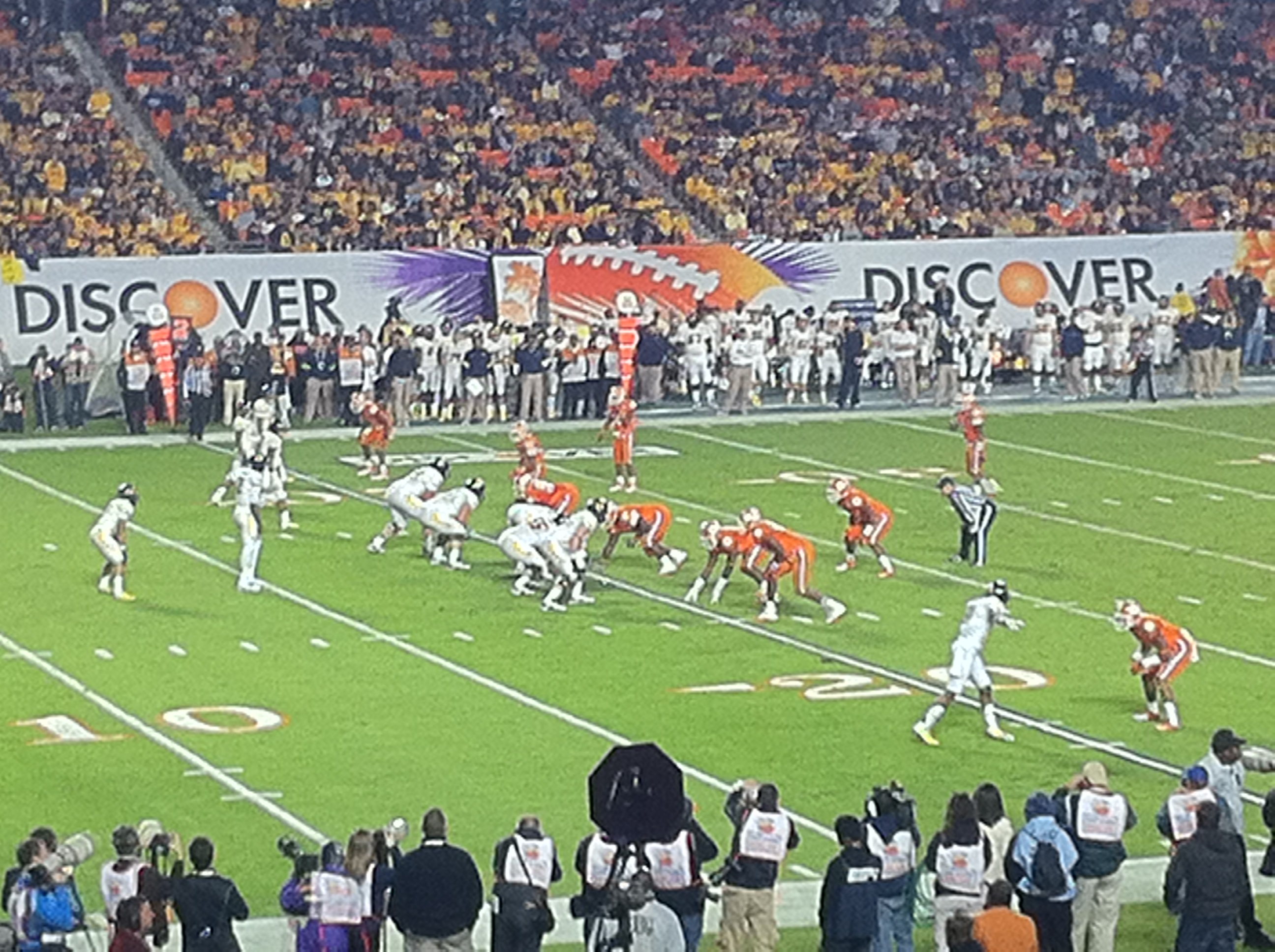
Geno Smith e l'attacco di West Virginia contro Clemson nell'Orange Bowl 2012.

Con l'arrivo nel 2011 del nuovo allenatore Dana Holgorsen e del suo attacco orientato sui passaggio, Smith vide i suoi numeri aumentare drasticamente. Nella quarta gara della stagione contro gli LSU Tigers, numero 2 del tabellone, Smith stabilì i record scolastici per passaggi completati (38), tentati (65) e yard passate (463). Nella netta vittoria dell'Orange Bowl contro i Clemson Tigers stabilì tre record della manifestazione: maggior numero di passaggi da touchdown (sei), maggior numero di touchdown totali (sette) e di punti totali segnati (42). Le 401 yard passate da Smith superarono il record dell'Orange Bowl di Tom Brady che ne aveva passate 396 nel 2000.

### 2012
Nella prima gara della stagione 2012 contro i Marshall Thundering Herd (32–36, 323 yard, 4 TD), Smith divenne il primatista di tutti i tempi di West Virginia per passaggi completati e passaggi da touchdown, superando in entrambe le categorie Marc Bulger.
Nella seconda gara della stagione contro James Madison (34–39, 411 yard, 5 TD), Smith divenne il leader anche per yard passate, superando le 8.191 di Bulger.

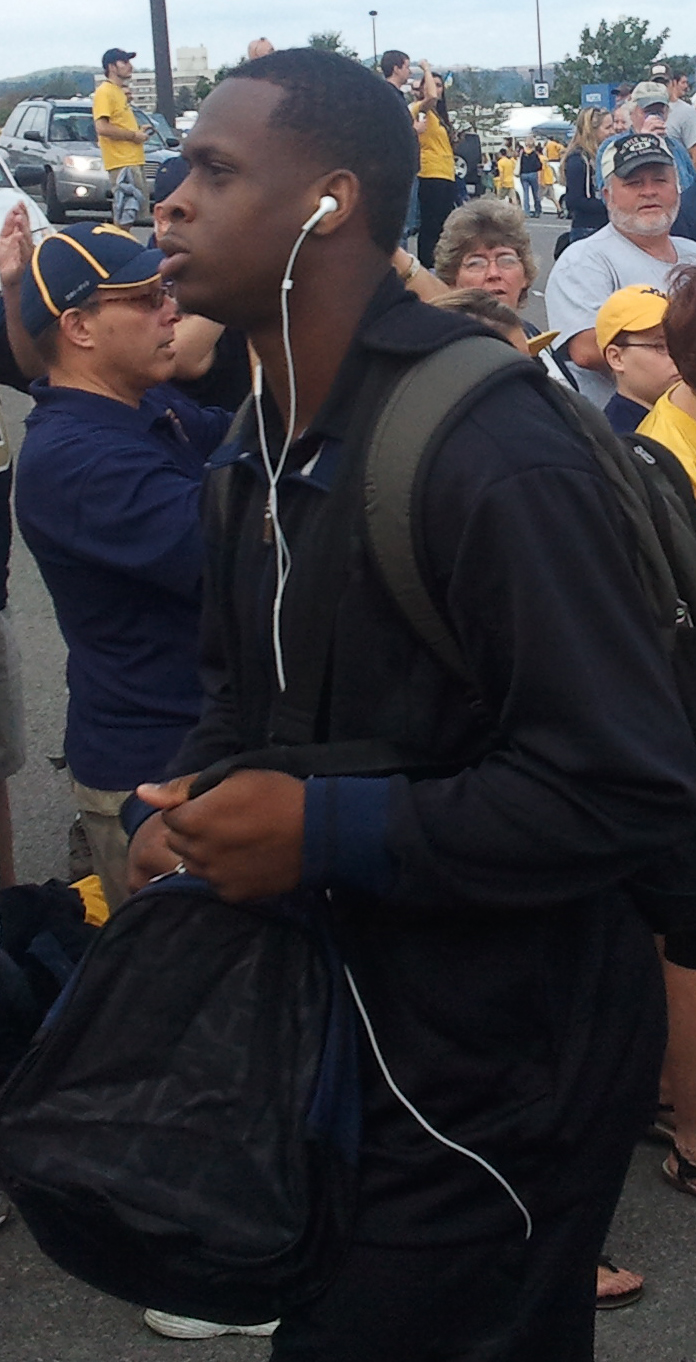
Smith ai tempi dell'università.

Contro Baylor nella vittoria 70–63, Smith lanciò 656 yard, 8 touchdown con 45 passaggi completati (tutti e tre record dei Mountaineers), a fronte di soli 6 passaggi incompleti.
Nell'ultima gara della stagione regolare, Smith completò 23 passaggi su 24 per 407 yard e 3 touchdown nella vittoria di West Virginia 59–10 su Kansas. In questa partita stabilì i record della Big Ten Conference con 21 passaggi completati consecutivi. Inoltre la sua percentuale di completamento del 95,8% pareggiò il record NCAA (minimo 20 tentativi).
Premi e riconoscimenti
- 1 First-Team All-Big-12 (2011)
- 2 Second-Team All-Big-12 (2010,2012)

Statistiche al college
| 2009   | West Virginia | FBS Div. I | Big-12 | 5  | 0  | 32  | 49    | 65,3 | 309    | 6,3 | 1  | 1  | 120,9 | 17  | 7   | 0,4  | 0 |
| 2010   | West Virginia | FBS Div. I | Big-12 | 13 | 13 | 241 | 372   | 64,8 | 2 763  | 7,4 | 24 | 7  | 144,7 | 106 | 217 | 2,0  | 0 |
| 2011   | West Virginia | FBS Div. I | Big-12 | 13 | 13 | 346 | 526   | 65,8 | 4 385  | 8,3 | 31 | 7  | 152,6 | 56  | -33 | -0,6 | 2 |
| 2012   | West Virginia | FBS Div. I | Big-12 | 13 | 13 | 369 | 518   | 71,2 | 4 205  | 8,1 | 42 | 6  | 163,9 | 66  | 151 | 2,3  | 2 |
| Totale | Totale        | Totale     | Totale | 44 | 39 | 988 | 1 465 | 67,4 | 11 662 | 8,0 | 98 | 21 | 153,5 | 245 | 342 | 1,4  | 4 |

Fonte: Football Database

## Carriera professionistica

### Draft NFL 2013
Smith era considerato il miglior quarterback disponibile nel draft 2013 tuttavia venne scelto dai New York Jets solo al secondo giro come 39º scelta assoluta. Dopo il draft, Smith licenziò il suo agente e si unì alla Roc Nation, l'agenzia di rappresentanza di proprietà del rapper Jay-Z. Il 22 luglio, il giocatore firmò un contratto quadriennale con la franchigia.

### New York Jets

#### Stagione 2013: anno da rookie

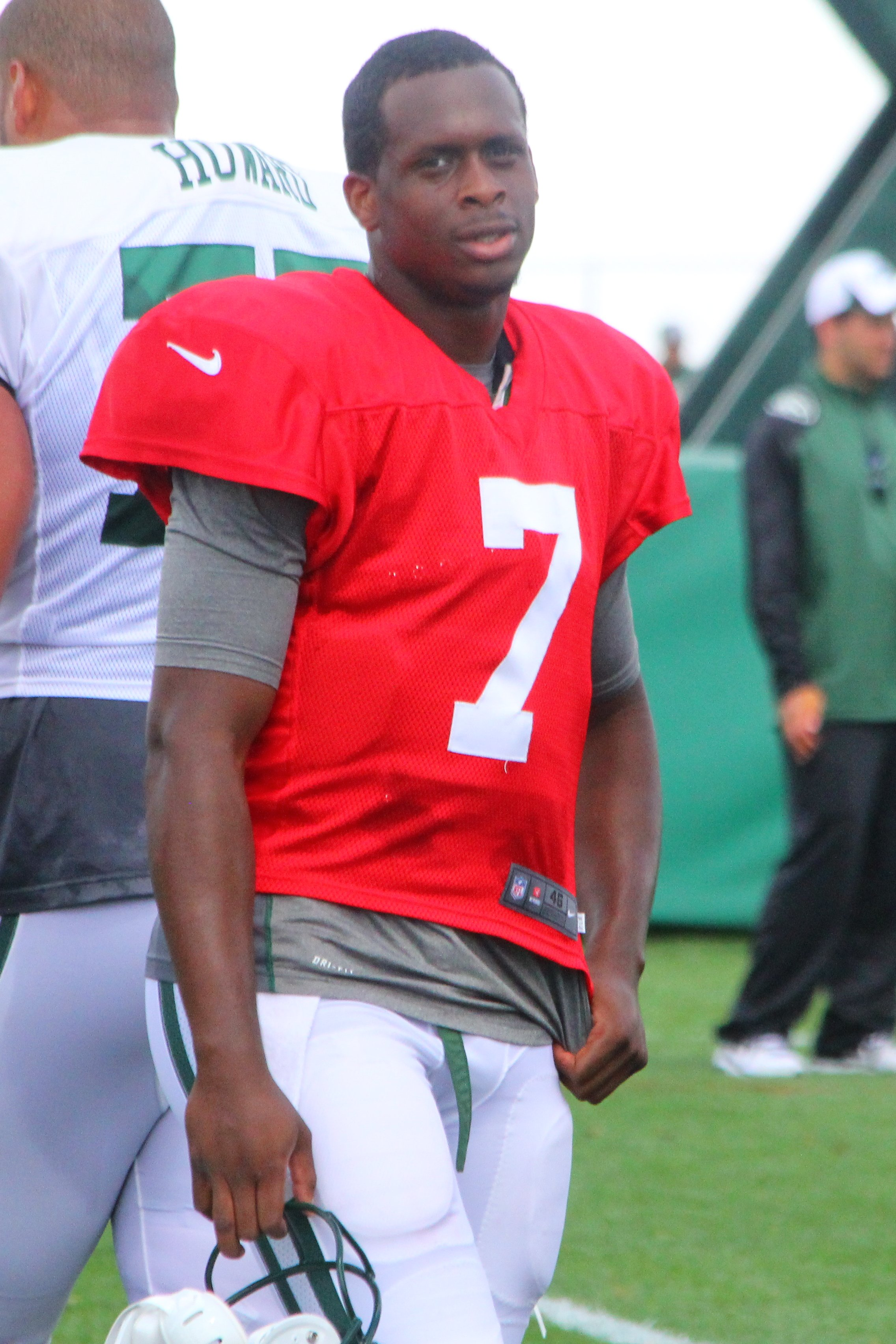
Smith nel training camp 2013

Complice un infortunio occorso a Mark Sanchez, Smith il 5 settembre fu nominato quarterback titolare dei Jets per la prima gara della stagione contro i Tampa Bay Buccaneers. I Jets vinsero grazie a un field goal a 2 secondi dal termine e Smith passò 256 yard con un touchdown e un intercetto oltre a 47 yard corse nel suo debutto professionistico, venendo confermato titolare anche nella settimana successiva. La seconda gara non fu altrettanto positiva, con Smith che lanciò tre intercetti nella sconfitta contro i New England Patriots del Thursday Night.
Nella settimana 3, vi fu la sfida con EJ Manuel dei Buffalo Bills tra i primi due quarterback scelti nel Draft 2013. Geno guidò i Jets alla vittoria con un decisivo passaggio da touchdown da 69 yard nel quarto periodo per Santonio Holmes. La sua gara terminò con 321 yard passate, 2 touchdown e 2 intercetti, oltre a un touchdown segnato su corsa. La stagione di alti e bassi di Smith continuò nella settimana seguente in cui i Jets persero coi Tennessee Titans con il quarterback che passò 289 yard, un touchdown ma perse quattro palloni, di cui 2 intercetti subiti, che i Titans trasformarono in 28 punti.
Nel Monday Night Football della settimana 5 contro gli Atlanta Falcons, Smith giocò fino a quel momento la sua miglior partita guidando i Jets alla vittoria con 16 passaggi completati su 20 tentativi per 199 yard e tre touchdown, non subendo alcun intercetto. Per questa prestazione fu premiato come miglior giocatore offensivo della AFC della settimana e come rookie della settimana. Dopo una sconfitta contro i Pittsburgh Steelers, i Jets batterono ai supplementari i New England Patriots rivali di division con Smith che passò 233 yard, un touchdown e un intercetto e segnò un altro TD su corsa. Seguirono, come ormai consuetudine nella altalenante stagione dei Jets, una sconfitta coi Cincinnati Bengals e una vittoria a sorpresa sui New Orleans Saints in cui il quarterback passò 115 yard e segnò un touchdown su corsa.
Dopo la settimana di pausa, i Jets persero tre gare consecutive, con Smith che passò complessivamente 6 intercetti senza alcun touchdown, portando l'allenatore Rex Ryan a metterlo in panchina dopo l'ennesimo brutto inizio di gara nella settimana 13 contro i Dolphins. A quel punto, i suoi 19 intercetti erano il peggior risultato di tutta la lega.
L'8 dicembre Smith tornò a passare un passaggio da touchdown per la prima volta dal 26 ottobre nella vittoria sugli Oakland Raiders in cui segnò anche una marcatura su corsa, ponendo fine alla striscia negativa dei Jets. Due settimane dopo la squadra ottenne la settima vittoria stagionale battendo in casa i Cleveland Browns col quarterback che passò due touchdown e ne segnò un terzo su corsa. Nell'ultima gara della stagione i Jets guastarono i piani dei rivali Dolphins andando a vincere in trasferta ed eliminandoli dalla corsa ai playoff. Smith in quella sfida passò 190 yard e segnò un touchdown su corsa. La sua stagione da rookie si concluse con 3.046 yard passate, 12 passaggi da touchdown, 6 touchdown su corsa e 21 intercetti subiti, il quinto peggiore risultato della lega. Sommando fumble persi e intercetti, Smith fu il secondo peggiore della lega, dietro solo a Eli Manning, nel 2013.

#### Stagione 2014
Nonostante l'acquisizione del quarterback veterano Michael Vick, i Jets confermarono Smith loro titolare prima dell'inizio della stagione 2014. Nella prima partita dell'anno mostrò segnali di maturazione guidando la sua squadra alla vittoria sugli Oakland Raiders, passando 221 yard e un touchdown e completando anche 12 passaggi consecutivi, salvo continuare a perdere troppi palloni (un intercetto subito e 2 fumble). Seguirono tre sconfitte consecutive finché, dopo che Smith ebbe passato solo 27 yard nel primo tempo della settimana 5 contro i Chargers, fu sostituito nel secondo tempo da Vick, che però non fece molto meglio e New York uscì sconfitta per 31-0.
Nella settimana 7 in casa dei Patriots, Smith giocò sino a quel momento la miglior gara stagionale passando 226 yard e un touchdown senza perdere palloni, completando diversi passaggi chiave nel quarto periodo ma i Jets furono battuti in una gara equilibrata e scesero a un record di 1-6. La domenica seguente subì tre intercetti nel primo quarto, venendo presto sostituito da Vick, che fu poi annunciato come titolare per la settimana 9. Tornò in campo nel terzo quarto della gara della settimana 12 sostituendo un Vick in difficoltà nel primo tempo, ma, malgrado l'avere completato 10 passaggi su 12 tentativi, non riuscì a guidare New York alla rimonta contro i Bills. Due giorni dopo fu nuovamente nominato titolare per la gara del tredicesimo turno, perso nel Monday Night contro i Dolphins in cui subì un intercetto e tentò solamente 13 passaggi, il minimo nella NFL quell'anno.
Nella settimana 15, i Jets vinsero la prima gara in trasferta stagionale contro i Titans, in cui Smith subì una safety a inizio gara ma si riprese terminando con 179 yard e un touchdown, senza subire intercetti. Due settimane dopo, nell'ultima gara di Rex Ryan come allenatore dei Jets, il quarterback disputò la migliore gara della stagione nella vittoriosa trasferta a Miami, dove completò 20 passaggi su 25 per 358 yard, 3 touchdown e un passer rating perfetto di 158,3. La sua annata si chiuse con 2.525 yard, 13 touchdown e 13 intercetti.

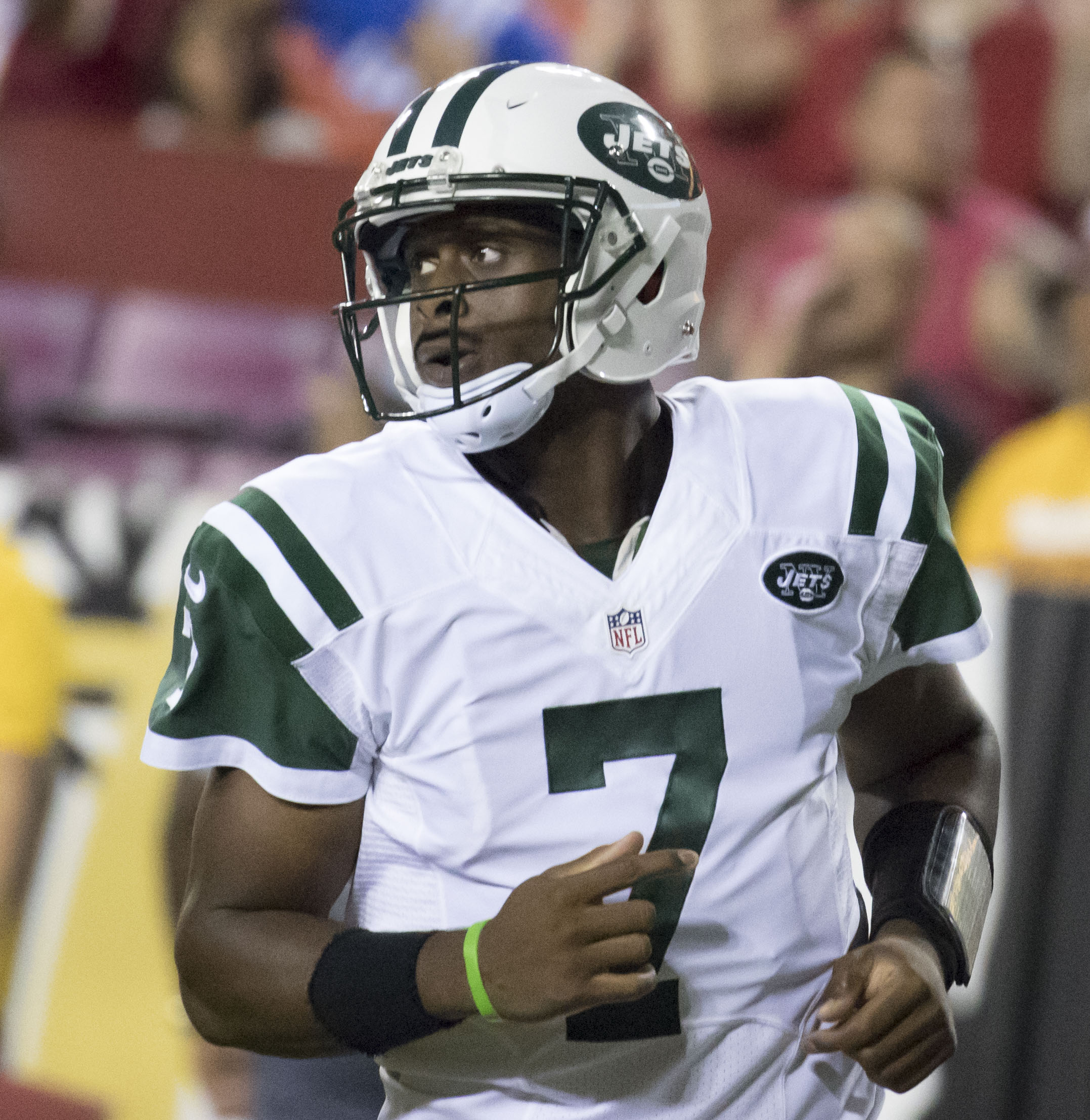
Smith nel 2016

#### Stagione 2015
L'11 agosto 2015 fu annunciato che Smith sarebbe rimasto fuori dai campi di gioco dalle sei alle dieci settimane a causa della frattura della mandibola riportata durante una rissa nello spogliatoio con IK Enemkpali. Durante la sua assenza Ryan Fitzpatrick si impose come quarterback titolare, finché non si infortunò a una mano nel primo drive della gara dell'ottavo turno contro i Raiders. Smith fece così il suo debutto stagionale passando 265 yard e 2 touchdown nella sconfitta.

#### Stagione 2016
Nella stagione 2016, Smith disputò due partite, di cui una come titolare, prima di rompersi il legamento crociato anteriore nella settimana 7 contro i Baltimore Ravens. Il 26 ottobre fu inserito in lista infortunati.

### New York Giants

#### Stagione 2017
Il 20 marzo 2017, Smith firmò un contratto annuale del valore di 2 milioni di dollari con i New York Giants. Dopo un record di 2-9 nelle prime undici partite, il 28 novembre l'allenatore Ben McAdoo annunciò che a partire come titolare nella gara successiva sarebbe stato Smith al posto di Eli Manning. Fu la prima volta dal 2004 in cui Manning non fu il titolare dei Giants, chiudendo una striscia di 210 partite consecutive, la seconda più lunga della storia della NFL dopo le 297 di Brett Favre. La sua gara si concluse con 212 yard passate e un touchdown nella sconfitta per 24-17 contro i Raiders. Dalla gara seguente Manning tornò titolare.

### Los Angeles Chargers

#### Stagione 2018
Il 1º aprile 2018 Smith firmò un contratto annuale con i Los Angeles Chargers. Nella sesta giornata, nella partita contro i Cleveland Browns, fece la sua prima apparizione con la nuova maglia, con un passaggio completato per 8 yard. I Chargers vinsero 38-24.

### Seattle Seahawks

#### Stagioni 2019-2021: riserva di Russell Wilson
Smith firmò con i Seattle Seahawks il 15 maggio 2019. Per due intere stagioni fu la riserva di Russell Wilson ma quando questi si infortunò nella settimana 5 della stagione 2021, Smith fu nominato titolare per la prima volta dal 2017. Completò così 23 passaggi su 32 per 209 yard e un touchdown ma i Seahawks furono sconfitti ai tempi supplementari dai Pittsburgh Steelers. La prima vittoria giunse nella settimana 8 completando 20 passaggi su 24 per 195 yard, 2 touchdown passati e uno segnato su corsa contro i Jacksonville Jaguars. Dalla settimana 10 Wilson tornò titolare.

#### Stagione 2022: Comeback Player of the Year
Il 17 aprile 2022 Smith firmò un nuovo contratto annuale di 3,5 milioni di dollari, più altri 3,5 milioni in incentivi. Wilson fu scambiato con i Denver Broncos e Smith si giocò il ruolo da titolare con il nuovo arrivo Drew Lock uscendone vincitore e venendo nominato dall’allenatore Pete Carroll partente per l’inizio della stagione regolare. Circondato dallo scetticismo generale di tifosi e addetti ai lavori (alcuni dei quali arrivarono a pronosticare per Seattle il peggior record della lega), Smith rispose invece con la miglior stagione in carriera. Nella settimana 1, proprio contro il suo predecessore Wilson e i Broncos, completò 23 passaggi su 28 per 195 yard e 2 touchdown, portando gli sfavoriti Seahawks alla vittoria per 17-16. Dopo due sconfitte Seattle tornò alla vittoria nel quarto turno per 48-45 contro i Detroit Lions, con Smith che passò 320 yard, 2 touchdown e ne segnò un terzo su corsa. Fu la prima volta in carriera che passò oltre 300 yard in due gare consecutive e stabilì un record NFL con una percentuale di completamento del 77,3 dopo quattro giornate. Per questa prestazione fu premiato come giocatore offensivo della NFC della settimana. Alla fine di ottobre Smith vinse il titolo di giocatore offensivo della NFC del mese grazie a 1.207 yard passate, 9 touchdown più uno segnato su corsa e un solo intercetto, con una percentuale di completamento del 69,4.
Con due touchdown nella vittoria della settimana 9, la quarta consecutiva per Seattle, Smith giunse a quota 15 in stagione, già un nuovo primato personale a poco più di metà stagione. Seguirono due sconfitte dopo di che, nel dodicesimo turno contro i Rams, Smith passò un nuovo primato personale di 367 yard e 3 touchdown, incluso quello a 26 secondi dal termine per D.K. Metcalf che diede la vittoria a Seattle. Fu il primo drive vincente per il quarterback dal 2014. Inoltre con la sesta gara consecutiva con un passer rating di oltre 100 eguagliò il record di franchigia di Wilson. Nel penultimo turno portò Seattle alla vittoria contro i suoi ex Jets passando due touchdown e superando per la prima volta le 4.000 yard passate in una stagione. Nell'ultimo turno i Seahawks batterono i Rams, terminando con un record di 9-8 e qualificandosi per i playoff. Smith chiuse la stagione regolare con i nuovi record di franchigia in passaggi completati (399), tentati (572), percentuale di completamento (69,8, leader della NFL) e yard passate (4.282), con 30 touchdown (quarto nella NFL), 11 intercetti e un passer rating di 100,9 (quinto nella NFL), venendo  convocato per il suo primo Pro Bowl. Fu il primo Seahawk a guidare la NFL in percentuale di completamento da Dave Krieg nel 1991.
Nella prima gara di playoff in carriera, Smith passò 253 yard, 2 touchdown e un intercetto nella sconfitta contro i San Francisco 49ers per 41-23. Free agent al termine della stagione, alla conclusione della partita comunicò la sua intenzione di volere rimanere a Seattle. Il 9 febbraio 2023 Smith fu premiato come Comeback Player of the Year. Fu il primo quarterback della storia dei Seahawks a ricevere un voto per il premio di MVP della NFL e fu votato dai suoi colleghi al 77º  posto nella NFL Top 100, l'annuale classifica dei cento migliori giocatori della stagione.

#### Stagione 2023
Il 6 marzo 2023 Smith firmò un rinnovo contrattuale triennale con i Seahawks del valore complessivo di 105 milioni di dollari. Dopo una pesante sconfitta con i Rams all'esordio, Smith si rifece battendo i favoriti Lions passando 328 yard e due touchdown per Tyler Lockett, incluso quello decisivo nei tempi supplementari. Per questa prestazione fu premiato come quarterback della settimana.
Nell'ottavo turno Smith subì due intercetti contro i Cleveland Browns ma si riprese nel finale quando, dopo un intercetto del compagno Julian Love, guidò la squadra a percorrere 52 yard di campo in un minuto e 19 secondi, chiudendo il drive con il passaggio della vittoria a Jaxon Smith-Njigba a 39 secondi dal termine. Fu il suo terzo passaggio del touchdown del sorpasso tra quarto periodo e tempi supplementari da quando tornò titolare nel 2022, il massimo della NFL in quel periodo di tempo.
Dopo una prova negativa in una pesante sconfitta con i Baltimore Ravens nel nono turno, la settimana successiva Smith guidò il drive finale contro i Washington Commanders concluso con il field goal della vittoria di Jason Myers a tempo scaduto. La sua partita si concluse con un nuovo primato personale di 369 yard passate e 2 touchdown. La settimana successiva contro i Rams fu costretto a uscire nel terzo quarto per un infortunio a un gomito. Tornò in campo nel finale guidando l'ultimo drive, portando i Seahawks in posizione utile per calciare il potenziale field goal della vittoria che fu però sbagliato da Jason Myers da 55 yard. Nella settimana 13 Smith passò 334 yard, tre touchdown, un intercetto e segnò un touchdown su corsa ma i Seahawks subirono la terza sconfitta consecutiva, contro i Dallas Cowboys, divenendo la prima squadra della storia della NFL a segnare almeno 35 punti e a non calciare alcun punt a venire sconfitta.
Smith saltò le gare della settimana 14 e 15 per infortunio, tornando nel sedicesimo turno in casa dei Tennessee Titans in cui passò due touchdown, incluso quello del sorpasso a Colby Parkinson a 57 secondi dal termine che diede a Seattle la vittoria per 20-17. Dopo una sconfitta con Pittsburgh, nell'ultimo turno Smith guidò il drive della vittoria nel finale contro i Cardinals coprendo 67 yard in 4 giocate, prima del touchdown per Tyler Lockett e la conseguente conversione da due punti. Stabilì così il record NFL per drive vincenti in una stagione con cinque. Come l'anno precedente Seattle terminò con un record di 9-8, ma la contemporanea vittoria dei Packers sui Bears la escluse dai playoff. L'annata di Smith si chiuse con 3.624 yard, 20 touchdown e un passer rating di 92,1, tutti secondi migliori risultati in carriera dopo gli exploit dell'anno precedente, venendo convocato per il suo secondo Pro Bowl al posto di Matthew Stafford che scelse di non parteciparvi.

#### Stagione 2024
Senza più Pete Carroll come capo-allenatore, sostituito da Mike Macdonald, Smith aprì la stagione con un intercetto nel primo drive ma in seguito si rifece passando 171 yard, un touchdown e segnando un touchdown su una corsa da 34 yard nella vittoria sui Broncos per 26-20. Fu il più anziano giocatore a segnare su corsa da oltre 30 yard dal 2000. La settimana successiva, con 327 yard passate e un touchdown nella vittoria ai supplementari sui Patriots, salì al quinto posto nella storia della franchigia sia per passaggi completati che per yard passate. Nel quarto turno, nella prima sconfitta stagionale contro i Lions, Smith tentò un nuovo record di franchigia di 56 passaggi, superando i 55 di Matt Hasselbeck. Le sue 1.182 yard passate nel primo mese di gioco furono il massimo della NFL nel 2024.
Nel settimo turno contro gli Atlanta Falcons Seattle interruppe una striscia di tre sconfitte consecutive vincendo per 34-14 con Smith che passò 207 yard e 2 touchdown. Seguirono altre due sconfitte consecutive dopo di che i Seahawks affrontarono in trasferta i rivali dei 49ers: in svantaggio di quattro punti con tre minuti rimanenti, Smith guidò un drive da 80 yard che concluse con un touchdown su corsa da 13 yard a 12 secondi dal termine, per il 20-17 finale. Nella settimana 14 i Seahawks vinsero la quarta gara consecutiva, in trasferta contro i Cardinals, con il quarterback che completò 24 passaggi su 30 per 233 yard e un touchdown. La striscia si chiuse nel turno successivo perdendo contro i Packers, in una gara che Smith fu costretto ad abbandonare per un infortunio alla caviglia. Nell'ultima ininfluente partita con i Rams, Smith passò 223 yard e 4 touchdown nella vittoria per 30-25. La sua stagione si chiuse con i nuovi record di franchigia per yard passate (4.320, quarto nella NFL), passaggi tentati (578, quarto) e passaggi completati (407, secondo), con 21 passaggi da touchdown e 15 intercetti. Seattle terminò con 10 vittorie e 7 sconfitte, diventando la prima squadra della storia a terminare due stagioni consecutive con più vittorie che sconfitte e non raggiungere i playoff in entrambe le occasioni.

### Las Vegas Raiders
Il 13 marzo 2025 Smith fu scambiato con i Las Vegas Raiders per una scelta del terzo giro del Draft NFL 2025, riunendosi con il capo-allenatore Pete Carroll. Il 3 aprile firmó un nuovo contratto biennale del valore di 85,5 milioni di dollari, di cui 66,5 milioni garantiti.

## Palmarès
- Comeback Player of the Year: 1

2022
- Convocazioni al Pro Bowl: 2

2022, 2023
- Giocatore offensivo della NFC del mese: 1

ottobre 2022
- Giocatore offensivo della NFC della settimana: 1

4ª del 2022
- Giocatore offensivo della AFC della settimana: 1

5ª del 2013
- Quarterback della settimana: 1

2ª del 2023
- Rookie della settimana: 1

5ª del 2013

## Record

### New York Jets
- Maggior numero di yard passate in una stagione da rookie: 3.046 (2013)[78]

### Seattle Seahawks
- Miglior percentuale di completamento di passaggi in una stagione: 70,4% (2024)[79]
- Maggior numero di yard passate in una stagione: 4.320 (2024)[79]
- Maggior numero di passaggi completati in una stagione: 407 (2024)[79]
- Maggior numero di passaggi tentati in una stagione: 578 (2024)[79]

## Statistiche

### Stagione regolare
| 2013   | NYJ    | 16 | 16 | 247   | 443   | 55,8 | 3 046  | 6,9 | 69  | 12  | 21  | 66,5  | 72  | 366   | 5,1  | 32 | 6  | 43  | 315   | 8  | 4  | 8-8-0   |
| 2014   | NYJ    | 14 | 13 | 219   | 367   | 59,7 | 2 525  | 6,9 | 74  | 13  | 13  | 77,5  | 59  | 238   | 4,0  | 18 | 1  | 28  | 175   | 8  | 3  | 3-10-0  |
| 2015   | NYJ    | 1  | 0  | 27    | 42    | 64,3 | 265    | 6,3 | 28  | 2   | 1   | 87,9  | 2   | 34    | 17,0 | 29 | 0  | 3   | 19    | 0  | 0  | -       |
| 2016   | NYJ    | 2  | 1  | 8     | 14    | 57,1 | 126    | 9,0 | 69  | 1   | 1   | 81,2  | 2   | 9     | 4,5  | 7  | 0  | 3   | 19    | 1  | 0  | 1-0-0   |
| 2017   | NYG    | 2  | 1  | 21    | 36    | 58,3 | 212    | 5,9 | 47  | 1   | 0   | 84,5  | 4   | 12    | 3,0  | 10 | 0  | 3   | 12    | 2  | 2  | 0-1-0   |
| 2018   | LAC    | 5  | 0  | 1     | 4     | 25,0 | 8      | 2,0 | 8   | 0   | 0   | 39,6  | 8   | 2     | 0,3  | 9  | 0  | 1   | 16    | 1  | 1  | -       |
| 2019   | SEA    | 0  | 0  | NPG   | NPG   | NPG  | NPG    | NPG | NPG | NPG | NPG | NPG   | -   | -     | -    | -  | -  | -   | -     | -  | -  | -       |
| 2020   | SEA    | 1  | 0  | 4     | 5     | 80,0 | 33     | 6,6 | 14  | 0   | 0   | 94,2  | 2   | −2    | −1,0 | 0  | 0  | 1   | 3     | 1  | 0  | -       |
| 2021   | SEA    | 4  | 3  | 65    | 95    | 68,4 | 702    | 7,4 | 84  | 5   | 1   | 103,0 | 9   | 42    | 4,7  | 12 | 1  | 13  | 117   | 1  | 1  | 1-2-0   |
| 2022   | SEA    | 17 | 17 | 399   | 572   | 69,8 | 4 282  | 7,5 | 54  | 30  | 11  | 100,9 | 68  | 366   | 5,4  | 25 | 1  | 46  | 348   | 8  | 4  | 9-8-0   |
| 2023   | SEA    | 15 | 15 | 323   | 499   | 64,7 | 3 624  | 7,3 | 73  | 20  | 9   | 92,1  | 37  | 155   | 4,2  | 25 | 1  | 31  | 231   | 5  | 3  | 8-7-0   |
| 2024   | SEA    | 17 | 17 | 407   | 578   | 70,4 | 4 320  | 7,5 | 71  | 21  | 15  | 93,2  | 53  | 272   | 5,1  | 34 | 2  | 50  | 338   | 9  | 0  | 10-7-0  |
| Totale | Totale | 94 | 83 | 1 721 | 2 655 | 64,8 | 19 143 | 7,2 | 84  | 105 | 72  | 88,0  | 316 | 1 494 | 4,7  | 34 | 12 | 222 | 1 593 | 44 | 18 | 40-43-0 |

### Play-off
| 2022   | SEA    | 1 | 1 | 25 | 35 | 71,4 | 253 | 7,2 | 50 | 2 | 1 | 98,9 | 4 | 28 | 7,0 | 11 | 0 | 3 | 25 | 1 | 1 | 0-1 |
| Totale | Totale | 1 | 1 | 25 | 35 | 71,4 | 253 | 7,2 | 50 | 2 | 1 | 98,9 | 4 | 28 | 7,0 | 11 | 0 | 3 | 25 | 1 | 1 | 0-1 |

Fonte: Pro Football Reference
In grassetto i record personali in carriera -      Leader della lega